# Русаков, Иван Васильевич

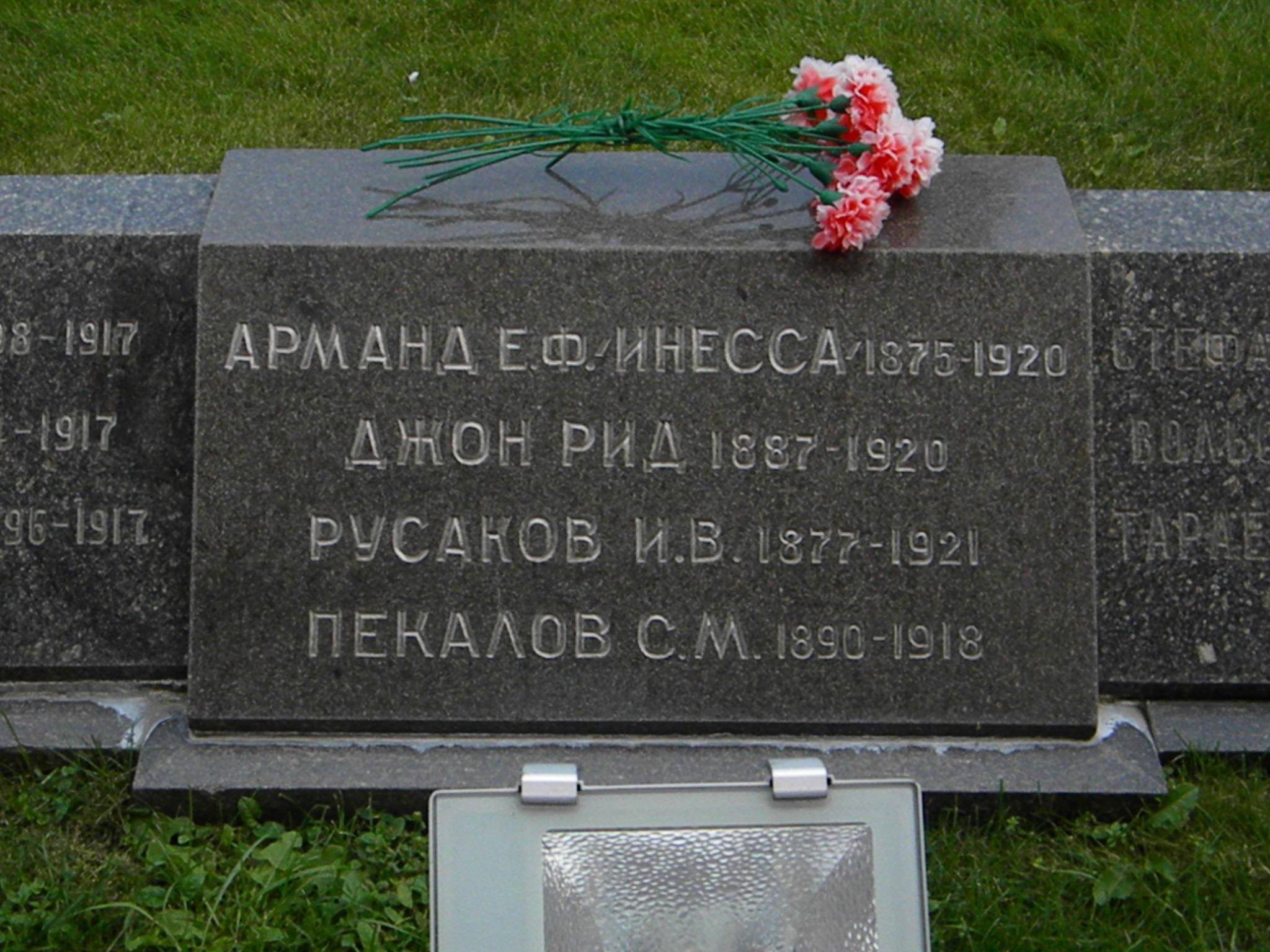
Надгробная плита у Кремлёвской стены

Русако́в Ива́н Васи́льевич (25 сентября (7 октября) 1877 — 18 марта 1921) — русский врач-педиатр, участник революционного движения в России, участник Декабрьского восстания в Москве 1905 года и подавления Кронштадтского восстания.

## Биография
Иван Русаков родился в семье бывшего крепостного крестьянина, который выкупился на свободу незадолго до отмены крепостного права. По одним сведениям местом рождения была д. Прудки Подольского уезда, по другим — станция Подсолнечная, где отец работал управляющим фабрики Грегори.
Вскоре семья переехала в Тверскую губернию, где отец получил должность на фабрике Залогина под Тверью. Окончив в 1895 году Тверскую гимназию, Иван Русаков поступил на медицинский факультет Московского университета, где стал активно участвовать в нелегальном социал-демократическом кружке и в студенческих сходках, за что в 1899 году был арестован и исключён из университета. С большим трудом удалось ему в 1900 году восстановиться и в следующем году получить диплом врача.
После получения высшего образования И. В. Русаков работал сначала в Ольгинской, затем в Ростокинской больнице в Москве. В 1905 году участвовал в Московском вооружённом восстании, был арестован и на три года сослан в Ялуторовск Тобольской губернии. В ссылке Русаков занимался врачебной деятельностью, вёл научную и исследовательскую работу, возглавлял бюро взаимопомощи ялуторовских ссыльных, создавал рабочие артели — плотничью и по починке сельскохозяйственного инвентаря, устраивал литературные вечера.
После ссылки Русаков возвратился в Москву и работал в Московской городской детской амбулатории и Мещанской городской бесплатной лечебнице для приходящих больных, параллельно вёл партийную пропаганду, стал одним из руководителей большевистской фракции в Обществе русских врачей в память Н. И. Пирогова. После Февральской буржуазно-демократической революции 1917 года И. В. Русаков стал членом Сокольнического райкома РСДРП(б) и Исполкома Совета Сокольнического района.
После Октябрьской социалистической революции 1917 года Русаков — член медицинской коллегии НКВД РСФСР, председатель Сокольнического райсовета рабочих и солдатских депутатов, член Московского комитета РКП(б), член Президиума Моссовета, член Совета врачебных коллегий, один из редакторов печатного органа Совета — «Известий советской медицины». По инициативе Русакова в Сокольническом районе была организована охрана Сокольнического парка, создана первая лесная школа и станция любителей природы, первый детский сад.
В 1919—1920 годах И. В. Русаков стал уполномоченным санотдела Южного и Юго-Западного фронтов. По возвращении с фронта работал заведующим московским отделом народного образования.
В марте 1921 года Русаков добровольцем отправился на подавление Кронштадтского восстания, где был назначен комиссаром военно-морского госпиталя (Морского госпиталя). Однако возглавлял И. В. Русаков госпиталь недолго — 18 марта во время обхода раненых он был схвачен мятежниками и расстрелян перед зданием госпиталя.
Похоронен на Красной площади в Некрополе у Кремлёвской стены. Посмертно награждён орденом Красного Знамени.

### Семья
- Жена — Александра Панова (1883—1918).
  - Сын — Сергей Иванович Русаков.
  - Дочь — Евдокия (1907—1997), окончила Московский художественно-технический институт. Художник, также работала как иллюстратор, художник-оформитель[5].  В художественной коллекции Ялуторовского музейного комплекса есть картины Е.И.Русаковой[6].
- Дочь — Екатерина Ивановна Русакова (1909—1996), журналист «Комсомольской правды»[7].

Брат — Арсений Васильевич Русаков (1885—1953), патологоанатом, доктор медицинских наук, профессор.
Племянники (сыновья сестры Марии) — Константин Константинович Веллинг (1889—1920), врач и Борис Константинович Веллинг, летчик, участник первых советских перелетов.
Племянник (сын сестры Екатерины) — Виктор Никонович Ганшин (1903—1959), актер.

## Память о И. В. Русакове
- Дом культуры им. И. В. Русакова в Москве, архитектор К. С. Мельников, 1927—1929 годы.
- Русаковская набережная, набережная реки Яузы в Москве.
- Русаковская улица, улица на северо-востоке Москвы.
- Трамвайное депо имени Ивана Васильевича Русакова в Москве.
- Детская городская клиническая больница № 2 им. И. В. Русакова в Москве. В 1990-х годах больнице было возвращено её историческое название — Детская городская клиническая больница Святого Владимира[11].
- Памятная мемориальная доска на здании Морского госпиталя в Кронштадте.